# راندي مونتانا
راندي مونتانا (بالإنجليزية: Randy Montana)‏ هو مغن مؤلف ومغني أمريكي، ولد في 23 سبتمبر 1985.

## وصلات خارجية
- راندي مونتانا على موقع ميوزك برينز (الإنجليزية)
- راندي مونتانا على موقع ديسكوغز (الإنجليزية)